# رازیانه (سرده)
رازیانه (نام علمی: Foeniculum) نام یک سرده از تیره چتریان است.

## گونه‌ها
- رازیانه Foeniculum vulgare
- Foeniculum scoparium
- Foeniculum subinodorum